# Rodolfo de Freitas
Rodolfo de Freitas (São Paulo, 8 de fevereiro de 1975) é um ator brasileiro.
Começou sua carreira de ator na Rede Globo em 1997, na telenovela Por Amor, logo depois Participou da série Mulher em apenas um episódio, fez Uga Uga, após este foi contratado pelo SBT e fez Marisol (telenovela brasileira), Seus Olhos e Cristal, destas citadas teve mais destaque na Novela Pícara Sonhadora onde interpretou Frederico Rockfield, um boa vida assumido, viciado em jogos, que está sempre cercado por belas mulheres.

## Trabalhos na TV
| Novelas | Novelas           | Novelas              | Novelas  | Novelas |
| Ano     | Título            | Papel                | Notas    |         |
| ------- | ----------------- | -------------------- | -------- | ------- |
| 2009    | Promessas de Amor | Delegado Vidal       | Record   |         |
| 2009    | Poder Paralelo    | Ari (jovem)          | Record   |         |
| 2006    | Cristal           | Beto                 | SBT      |         |
| 2004    | Seus Olhos        | Leonel               | SBT      |         |
| 2002    | Marisol           | Alberto              | SBT      |         |
| 2001    | Pícara Sonhadora  | Frederico Rockfeller | SBT      |         |
| 2000    | Uga Uga           | João Paulo           | TV Globo |         |
| 1999    | Mulher            | Paciente             | TV Globo |         |
| 1997    | Por Amor          | Amadeu               | TV Globo |         |